# Pedicularis pyramidata
Pedicularis pyramidata är en snyltrotsväxtart som beskrevs av John Forbes Royle och George Bentham. Pedicularis pyramidata ingår i släktet spiror, och familjen snyltrotsväxter. Inga underarter finns listade i Catalogue of Life.